# اولبندورف
اولبندورف (به آلمانی: Olbendorf) یک منطقهٔ مسکونی در اتریش است که در ناحیه گوسینگ واقع شده‌است. اولبندورف ۱٬۳۶۲ نفر جمعیت دارد.